# 奧里霍韋 (卡哈爾雷克區)
49°53′39″N 30°55′3″E / 49.89417°N 30.91750°E
奧里霍韋（烏克蘭語：Оріхове）是位於烏克蘭北部的村莊，由基辅州奧布希夫區的卡哈爾利克市鎮負責管轄。該村面積0.69平方公里，海拔高度166米，2001年人口49，人口密度每平方公里70.9人。